# Valdivia novemdentata
Valdivia novemdentata är en kräftdjursart som först beskrevs av Pretzmann 1968.  Valdivia novemdentata ingår i släktet Valdivia och familjen Trichodactylidae. IUCN kategoriserar arten globalt som livskraftig. Inga underarter finns listade i Catalogue of Life.